# 江苏省监察委员会
江苏省监察委员会，简称江苏省监委，是中华人民共和国江苏省的省级地方国家监察机关，与中国共产党江苏省纪律检查委员会合署办公。

## 历史沿革
2018年2月1日上午，江苏省监察委员会正式挂牌成立。

## 历任领导
第十三届人大
- 任期：2018年1月31日－2023年1月19日
- 主任：蒋卓庆（2018年1月31日[4]－2020年1月9日） → 王常松（2021年1月29日[5]－2023年1月12日）
- 副主任：王立平（－2018年7月27日）、黄继鹏（－2020年7月31日）、刘月科（－2019年3月29日）、周广智、马士光（2018年7月27日－2021年7月29日）、赵长林（2019年3月29日－2021年12月2日）、尹卫东（2021年12月2日－）、李桂琴（2021年12月2日－）、刘海涛（2021年12月2日－）
- 委员：陈志扬（－2019年3月29日）、唐小英（－2020年7月31日）、李圣华（－2021年7月29日）、游巳春、沈自力（－2021年7月29日）、葛夕芳、李桂琴（2019年9月27日－2021年12月2日）、孙青（2021年7月29日－）

第十四届人大
- 任期：2023年1月19日－
- 主任：张忠（2023年7月27日－）
- 副主任：周广智（－2023年1月30日）、尹卫东、李桂琴、刘海涛
- 委员：游巳春、孙青、葛夕芳